# Карл Густав Јакоб Јакоби
Карл Густав Јакоб Јакоби (Потсдам, 10. децембар 1804 — Берлин, 18. фебруар 1851) је био немачки и јеврејски математичар познат у своје време као један од најутицајнијих учитеља и највећих математичара своје генерације. Први је открио елиптичке функције. Јакоби је био први јеврејски математичакр који је био именован за професора на немачком универзитету.

## Са 12 година завршава средњу школу
Карл Јакоби је рођен у јеврејској породици, али када се родио добио је француско име Жак Симон. Његов отац Симон Јакоби био је богати банкар. Карлов старији брат Мориц Јакоби постао је физичар. Прво образовање стекао је од ујака. Уписао се 1816. у гимназију у Потсдаму нешто пре него што је напунио 12 година. Уз помоћ ујака стекао је добро образовање, а показао је и да поседује велики таленат, па је већ 1817. пребачен у завршни разред. Завршио је средњошколско школовање са само 12 година. Универзитет у Берлину није уписивао студенте млађе од 16 година, тако да је Јакоби наставио да се школује у завршном разреду гимназије у Потсдаму све до 1821. Тих неколико година Јакоби је већ читао напредна математичка дела попут Ојлеровога (Introductio in analysin infinitorum), а сам је покушавао да реши једначину петога реда.

## Универзитетско школовање
Уписао се 1821. на Универзитет у Берлину. Пошто није био сигуран шта ће студирати две године слушао је предавања из филозофије, класичних језика и математике неодлучан шта да изабере. На крају се одлучио за математику. Све испите положио је 1824. па је у средњим школама могао да предаје математику, грчи и латински. Могло се очекивати да би због јеврејскога порекла могао да има извесних проблема да добије посао у средњој школи, али пошто је био бриљантан студент запослили су га 1825. у једној од водећих гимназија у Берлину. У међувремену Карл Јакоби је написао докторску дисертацију, па је могао да ради на хабилитационој тези.

## У Кенигсбергу
Јакоби је 1825. променио веру поставши хришћанин, што му је омогућило да лакше добије место професора на Универзитету. Годину дана предавао је на Универзитету у Берлину, а онда је 1826. отишао да предаје на Универзитету у Кенигсбергу, где се придружио Францу Ернсту Нојману и Фридриху Вилхелму Беселу.

## Прерана смрт
Јакоби је 1843. доживео слом од превеликог рада. Након тога опорављао се неколико месеци у Италији. По повратку преселио се у Берлин, где је живео до своје смрти. За време револуције 1848. Јакоби је био политички активан и неуспешно је покушавао да се кандидује на листи либерала. Након слома револуције пруска влада га је најпре казнила одузимањем дела пензије, па је 1849. морао да напусти Берлин и неколико месеци живи у Готи. Након тога прихватио је позив да предаје у Бечу, што је натерало пруску владу да попусти и да му понуди да предаје у Берлину, али да му породица остане у Готи. Јануара 1851. Јакоби се разболео од грипа, а пре опоравка разболео се од богиња и умро.

## Научни допринос
Јакоби је пре доласка у Кенигсберг већ учинио значајан продор у теорији бројева. Писао је Гаусу извештавајући га о својим открићима. Писао је и Лагранжу, који је био задивљен Јакобијевим открићима. Једно од највећих Јакобијевих открића су теорија елиптичких функција и њихова веза са елиптичним тета функцијама. Тета функције су биле од великог значаја за математичку физику због улоге у решавању проблема периодичног тока. Једначине кретања су биле интеграбилне и решиве помоћу Јакобијевих елиптичких функција у неколико случајева у физици. Јакоби је поред осталог био познат и по Хамилтон-Јакобијевој теорији. Јакоби је први применио елиптичне функције у теорији бројева. Фермаову теорему две суме проширио је доказом за 6 и 8 сума. У теорији бројева наставио је Гаусов рад. Увео је Јакобијеве симболе и Јакобијеве суме. Један је од оснивача теорије детерминанти. Пронашао је Јакобијеву детерминанту или Јакобијан:
{\displaystyle J={\begin{bmatrix}{\dfrac {\partial F_{1}}{\partial x_{1}}}&\cdots &{\dfrac {\partial F_{1}}{\partial x_{n}}}\\\vdots &\ddots &\vdots \\{\dfrac {\partial F_{m}}{\partial x_{1}}}&\cdots &{\dfrac {\partial F_{m}}{\partial x_{n}}}\end{bmatrix}}.}
који је имао n² диференцијалних коефицијената од n независних променљивих. Јакобијан је служио приликом промене координата из једног у други координатни систем.
Јакобијев идентитет:
{\displaystyle [[A,B],C]=[A,[B,C]]-[B,[A,C]]\,}
се често сусреће у Лијевој теорији.

## Публикације
- Fundamenta nova theoriae functionum ellipticarum (на језику: латински), Königsberg, 1829, ISBN 978-1-108-05200-9, Reprinted by Cambridge University Press 2012
- Gesammelte Werke, Herausgegeben auf Veranlassung der Königlich Preussischen Akademie der Wissenschaften, I-VIII (2nd изд.), New York: Chelsea Publishing Co., 1969 [1881], MR 0260557, Архивирано из оригинала 2013-05-13. г., Приступљено 2012-03-20
- Canon arithmeticus, sive tabulae quibus exhibentur pro singulis numeris primis vel primorum potestatibus infra 1000 numeri ad datos indices et indices ad datos numeros pertinentes, Berlin: Typis Academicis, Berolini, 1839, MR 0081559
- „De formatione et proprietatibus Determinatium.”. Journal für die reine und angewandte Mathematik. 1841 (22): 285—318. 1841. ISSN 0075-4102. S2CID 123007787. doi:10.1515/crll.1841.22.285.
- Pulte, Helmut, ур. (1996) [1848], Vorlesungen über analytische Mechanik, Dokumente zur Geschichte der Mathematik [Documents on the History of Mathematics], 8, Freiburg: Deutsche Mathematiker Vereinigung, ISBN 978-3-528-06692-5, MR 1414679, doi:10.1007/978-3-322-80289-7
- Vorlesungen über Zahlentheorie---Wintersemester 1836/37, Königsberg, Algorismus. Studien zur Geschichte der Mathematik und der Naturwissenschaften [Algorismus. Studies in the History of Mathematics and the Natural Sciences], 62, Dr. Erwin Rauner Verlag, Augsburg, 2007 [1836], ISBN 978-3-936905-25-0, MR 2573816
- Clebsch, A.; Balagangadharan, K.; Banerjee, Biswarup, ур. (2009) [1866], Jacobi's lectures on dynamics, Texts and Readings in Mathematics, 51, New Delhi: Hindustan Book Agency, ISBN 9788185931913, MR 2569315
- Ollivier, François; Cohn, Sigismund; Borchardt, C. W.;  ., ур. (2009) [1866], „The reduction to normal form of a non-normal system of differential equations” (PDF), Applicable Algebra in Engineering, Communication and Computing, Translation of De aequationum differentialium systemate non normali ad formam normalem revocando, 20 (1): 33—64, ISSN 0938-1279, MR 2496660, S2CID 219629, doi:10.1007/s00200-009-0088-2
- Ollivier, François; Cohn, Sigismund; Borchardt., C. W., ур. (2009) [1865], „Looking for the order of a system of arbitrary ordinary differential equations” (PDF), Applicable Algebra in Engineering, Communication and Computing, Translation of De investigando ordine systematis æquationibus differentialium vulgarium cujuscunque, 20 (1): 7—32, ISSN 0938-1279, MR 2496659, S2CID 20652724, doi:10.1007/s00200-009-0087-3